# Mtakoudja
Mtakoudja är en ort i Komorerna.   Den ligger i distriktet Moheli, i den västra delen av landet, 80 km sydost om huvudstaden Moroni. Mtakoudja ligger 39 meter över havet och antalet invånare är 1 410.
Terrängen runt Mtakoudja är huvudsakligen kuperad, men österut är den platt. Havet är nära Mtakoudja åt nordost. Runt Mtakoudja är det ganska tätbefolkat, med 222 invånare per kvadratkilometer. Närmaste större samhälle är Fomboni, 4,7 km öster om Mtakoudja. I omgivningarna runt Mtakoudja växer i huvudsak städsegrön lövskog.